# Liste des épisodes de Power Rangers : Beast Morphers
 (septembre 2020).
Si vous disposez d'ouvrages ou d'articles de référence ou si vous connaissez des sites web de qualité traitant du thème abordé ici, merci de compléter l'article en donnant les références utiles à sa vérifiabilité et en les liant à la section « Notes et références ».

Cet article présente le guide des épisodes des vingt-sixième et vingt-septième saisons de la série télévisée américaine Power Rangers, Power Rangers : Beast Morphers (2019-2020).

## Saison 1

### Épisode 01:De nouveaux Rangers
- N° de production : 876
- Titre original : Beasts Unleashed (litt. : « Bêtes déchaînées »)
- Résumé : Devon Daniels est le fils du maire de Coral Harbor, la ville fictive de cette saison. Son père doit visiter une usine qui cherche à créer les Power Rangers à partir de 3 sujets en modifiant leur ADN avec du morph'X. Devon vole la carte de son père et infiltre le laboratoire devant se cacher quand son père et le commandant Amanda Shaw entrent dans cette dernière. Une fois la visite terminée, le maire doit présider une cérémonie et pendant qu'il part, le commandant demande à faire sortir les trois sujets, parmi eux : Ravi (ranger bleu), Roxy (ranger jaune) et Blaze (ranger rouge). Devon se fait surprendre par une créature et se fait découvrir par le commandant qui en écoutant Blaze, sait qu'il n'est pas le maire mais son fils et décide de le faire arrêter. Il fait part au commandant qu'il suppose avoir découvert un virus dans le réseau informatique mais personne ne le croit et Nate dit que tout est sécurisé. Ravi annonce à Roxy sa rupture depuis qu'ils sont rangers, car les règles leurs interdisent ce genre de relation. Après le discours du maire, le morph'x est envoyé dans les trois rangers mais une alarme retentit en raison d'un virus et Evox apparait sur les écrans du laboratoire mais Blaze et Roxy sont contaminés et deviennent maléfique, ils sont donc dans le coma tant que leurs avatars sont en vie. Seul Ravi sans sort sans dommage grâce à Devon qui casse l'appareil avant sa contamination. Zoey du service buanderie et Devon affrontent les deux copies avec l'aide de Ravi mais ils se font piéger, jusqu'à ce que Nate tire et casse à nouveau le piège et qu'il lance le programme faisant de Ravi le ranger bleu, Devon le ranger rouge et Zoey le ranger jaune qui viennent à bout des deux avatars. A la fin, les trois rangers discutent et Ravi s'adresse à la commandante en l'appelant « maman ».
- Dates de diffusion :
  -  2 mars 2019
  -  8 mai 2019 (avant-première) sur Canal J / 26 août 2019 sur Gulli[1]

### Épisode 02:La Vengeance d'Evox
- N° de production : 877
- Titre original : Evox’s Revenge
- Résumé : Roxy et Blaze se retrouvent piégés dans la cyber-dimension et rencontre Scrozzle, un antagoniste mais Evox apparait et remet Scrozzle sous son autorité en lui rappelant qu'il lui doit allégeance et qu'il doit faire le nécessaire pour lui permettre de sortir de la cyber-dimension. Devon entre dans le simulateur de combat avec Ravi, Zoey et Nate et apprend de ce dernier qu'il en est à l'origine. Le commandant souhaite rencontrer les rangers pour leur présenter leurs compagnons tactiques qui sont des robots pour chacun d'eux. La commandant leur dit qu'elle désigne un chef d'équipe, Zoey et Ravi la remercient en pensant qu'il s'agit d'eux, mais en réalité, une alarme retentit et le commandant ne dit pas qui le sera, car les trois rangers partent immédiatement en mission afin d'affronter Scrozzle et l'avatar de Blaze qui volent le morphX. Lorsque les rangers se transforment, l'avatar et Scrozzle disparaissent avec le morphX, laissant les Tronics et Cycletron se charger des rangers. Zoey fait une boutade en disant à Ravi que ce dernier ne sait pas tirer, mais celui-ci ne semblant plus dans son état normal, s'en prend à elle et lui tire dessus, jusqu'à ce que Devon s'interpose et le neutralise. Nate analyse Zoey et Ravi, disant au commandant, qu'ils ne sont pas en danger et Ravi et Zoey semblent redevenir normal bien qu'ils veulent toujours être leader. Devon leur dit de s'associer ensemble et de discuter pour être efficace et travailler en équipe. Pendant que Devon cherche à savoir pourquoi il a été paralysé, un robot géant arrive en ville et le commandant lui dit de s'en charger seul, car les deux autres rangers ne sont pas en état de combattre, mais celui-ci se retrouve à nouveau paralysé. Nate découvre la raison, Devon a de l'ADN de guépard, donc de félin, or ils ont peur des chiens, donc il dit à Zoey qui a un ADN de lapin de manger des carottes et celle-ci retrouve toute son énergie, lui permettant avec Ravi de partir aider Devon. Les trois rangers réunis parviennent à neutraliser le robot géant et une cohésion d'équipe apparait. Le commandant Shaw les félicite et nomme Devon comme chef d'équipe sur demande de Ravi et de Zoey, ce qu'il accepte.
- Dates de diffusion :
  -  9 mars 2019
  -  8 mai 2019 (avant-première) sur Canal J / 27 août 2019 sur Gulli[2]

### Épisode 03:Sauver la forêt
- N° de production : 878
- Titre original : End of the Road (litt. : « Fin de la route »)
- Résumé : Zoey se bat pour éviter qu'une forêt soit détruite par la mairie pour en faire une route, ce dernier estimant que cette route permettrait d'éviter les embouteillages. Elle lui propose de mettre en place des vélos en libre accès fonctionnant au MorphX (velix), le maire accepte le test pendant une semaine et suspend la construction de la route. Néanmoins, les avatars apprennent l'existence de ce projet et propose le vol du MorphX des vélos et font venir Needletron afin qu'il pompe des vélos tous le MorphX pendant que les rangers font de la publicité pour l'utilisation des vélos. Ils battent Needletron qui perd son bras, mais l'avatar le récupère et vide dans les réservoirs le MorphX. L'avatar de Blaze revient sur un vélo au MrphX poursuivit par les rangers jusqu'à un entrepôt où l'avatar de Roxy les attend, s'engagent alors une lutte. A la fin de la lutte, les rangers retournent dans la forêt pour voir le maire qui lui-même arrive avec un Velix et précise qu'il aime ça donc qu'il les utilise plutôt que sa limousine, donc la forêt est sauvée, car les rangers les ayant utilisés, tout le monde veut en avoir un.
- Dates de diffusion :
  -  16 mars 2019
  -  8 mai 2019 (avant-première) sur Canal J / 28 août 2019 sur Gulli[3]

### Épisode 04:Cruelle Déception(spécial Saint-Valentin)
- N° de production : 879
- Titre original : Digital Deception (litt. : « Déception numérique »)
- Résumé : Ravi rend visite à Roxy qui est dans sa capsule de verre toujours dans le coma pour se rappeler leurs retrouvailles lors de la Saint-Valentin. L'avatar de Roxy se doute que Ravi a encore des sentiments pour la véritable Roxy et décide d'utiliser sa faiblesse. Elle crée Shoveltron, qui a pour rôle de tout détruire pour faire venir les rangers. Shoveltron tente d'écraser Ravi, mais l'avatar de Roxy arrive et s'interpose comme son plan le souhaitait. La commandante se demande pourquoi Shoveltron a été envoyé, car il n'a pas eu l'objectif de prendre le morphx et informe Nate qu'en raison de son importance, il aura désormais des gardes du corps. Ravi demande à Nate s'il serait possible que l'avatar de Roxy soit gentille, ce qui lui met le doute. L'avatar revient quand il est seul et lui souhaite une bonne Saint-Valentin. Elle parvient à le convaincre de lui donner le synchronisateur de neurones comme elle lui a demandé, car elle lui a dit que la machine pouvait la rendre définitivement bonne. Nate n'est pas convaincu mais dit qu'en théorie ça pourrait se faire. Il lui amène la machine et Roxy essaye de lui transférer le virus d'Evox pour le transformer en avatar, mais les autres rangers ayant compris le plan, se rendent sur place et le sauve, tandis que l'avatar de Roxy disparait avec le synchronisateur.
- Dates de diffusion :
  -  30 mars 2019
  -  8 mai 2019 (avant-première) sur Canal J / 29 août 2019 sur Gulli[4]

### Épisode 05:Pression paternelle
- N° de production : 880
- Titre original : Taking Care of Business (litt. : « S'occuper des affaires »)
- Résumé : Le Général Burke fait son apparition dans les laboratoires et est présenté au leader des rangers et s'avère être le père de Ben et Betty, les deux gaffeurs de l'équipe. Le général met à disposition des ranger un entrepôt et leur demande d'aller ramasser les débris des gigadrones, mais Devon est obligé de nettoyer des voitures, son père lui ayant trouvé un job pour lui prouver qu'il était responsable. L'avatar de Blaze se rend sur un chantier pour créer un monstre, Slicertron, lorsque les ouvriers s'éloignent d'une scie électrique. Ravi et Zoey se rendent sur place pour affronter Slicertron et l'avatar avant d'être rejoint plus tard par Devon qui s'absente de son travail. Zoey et Ravi vont aider Devon à laver les voitures pour lui permettre de garder son emploi, mais l'avatar de Roxie remarque depuis l'écran de la Cyber-dimension, que leurs émetteurs pour se transformer sont vulnérables, ce qui pousse l'avatar de Blaze de leur prendre tandis que Slicertron les découpent avec sa scie. Ce qui a permis aux ennemis de s'emparer du Morph'X sans que les rangers soient prévenus. C'est la commandante qui se déplace pour réprimander les jeunes gens et Ravi découvre la destruction des émetteurs. Les rangers se déplacent et affrontent leurs ennemis, pendant que le patron de Devon informe le maire du départ de son fils. Au même moment, la limousine du maire se retrouve immobilisé à la suite d'un éboulement de roche et il voit les rangers se battre. Une petite fille est sur la trajectoire de la scie de Slicertron et Devon la sauve au dernier moment, la mettant en sécurité avant de voir son père. Une fois les ennemis maitrisé, devon se rend dans la salle de sport et appelle son père pour prendre des nouvelles, mais celui-ci lui informe qu'il a été renvoyé et qu'il est déçu de son fils, ignorant qu'il était un ranger. Néanmoins, le maire parle à la télévision et affirme être fier des rangers, ce qui réjouit son fils même s'il sait que son père ignore qu'il en est un.
- Dates de diffusion :
  -  6 avril 2019
  -  6 juin 2019 (avant-première) sur Canal J / 30 août 2019 sur Gulli[5]

### Épisode 06:Un bon leader
- N° de production : 881
- Titre original : Hangar Heist (litt. : « Le braquage du hangar »)
- Résumé : Les rangers ont réussi à capturer un Gigadrone, ce que Evox ne veut surtout pas, car ça leur donnerait des informations le concernant. Nate a créé le Megazord et le fait tester aux rangers en leur disant d'assembler leurs zords. L'avatar de Roxie découvre le repaire secret des rangers et s'y rend mais Ben et Betty la voit. L'avatar de Roxie informe Scrozzle qu'il faudrait de l'aide pour détruire la porte en acier et ce dernier va créer Meltatron pour se faire. Les deux méchants vont remettre en marche le Gigadrone pour détruire les lieux et l'enferme avec les rangers. Ravi jette dehors Devon pour que celui-ci les libère tandis qu'il s'occupe avec Zoey de Meltatron. Ravi et Zoey maitrise Meltatron tandis que Devon leur ouvre une brèche en usant de l'acide du Gigadrone de Meltatron. Une fois les trois rangers dans leurs Zords, ils forment le Magazord et mettent fin aux attaques des deux Gigadrones.
- Dates de diffusion :
  -  13 avril 2019
  -  7 juin 2019 (avant-première) sur Canal J / 2 septembre 2019 sur Gulli[6]

### Épisode 07:La Valeur d'une amitié
- N° de production : 882
- Titre original : A Friend Indeed (litt. : « Un véritable ami »)
- Résumé : Les Avatars apparaissent auprès de plusieurs trains pour créer un robot, Railtron. Pendant ce temps-là, les robots des Rangers essayent de les aider pour leur faire plaisir, mais c'est un échec. Nate veut faire découvrir une nouvelle arme avec hologramme aux Rangers, mais les ennemis débarquent et se mettent à les attaquer, ce qui permet à Railtron de prendre la mémoire des robots des Rangers, mais Zoey sauve Jax son robot en voyant que le robot tente de lui retirer la mémoire. Nate explique à Ravi et Devon que leurs robots n'ont plus la capacité de sympathiser avec eux, mais juste d'obéir, au grand plaisir des deux rangers, ce qui ne plait pas à Nate qui estime qu'ils les considèrent comme de simples valets. Les rangers s'aperçoivent rapidement que leurs robots sans sentiments, s'avèrent compliqué à gérer, car ils exécutent tous les ordres sans prendre en considération les dangers. Zoey critique Jax qui prend mal sa remarque et conduit les trois rangers dans une salle, ils apprennent que les trois robots avaient prévu une fête pour eux, d'où leur négligence, les rangers prennent conscience que leurs robots ne sont pas de simples machines et regrettent leur comportement. Jax leur fait confiance et accepte de faire l’appât pour piéger Railtron, avec succès, ce qui aux rangers de le défendre et de récupérer les mémoires des deux autres robots, Cruise et Smash. Zoey lui confie les mémoires pour que Jax les apportent à Nate,ce qu'il fera avec succès. Les robots réparés, ils vont aider les rangers à anéantir les Gigadrones. Une fois tout fini, finalement, la fête aura bien lieu, mais ce sont les Rangers qui ont changé de sorte à rendre hommage à leurs robots et de leur dire que se sont leurs meilleurs amis.
- Dates de diffusion :
  -  20 avril 2019
  -  10 juin 2019 (avant-première) sur Canal J / 3 septembre 2019 sur Gulli[7]

### Épisode 08:La Cyber-porte
- N° de production : 883
- Titre original : The Cybergate Opens (litt. : « Le portail cybernétique s'ouvre »)
- Résumé : Scrozzle décide de créer une cyber-porte afin de faire revenir Evox, mais pour ce faire, il doit enlever Nate qui est le seul à pouvoir la construire. Nate souhaite sortir en douce du laboratoire pour aller récupérer de l'ADN d'insectes, mais les rangers l'en empêchent, sauf s'ils vont avec lui pour le protéger comme le souhaiter la commandante. Un robot attaque la ville et les rangers y vont, demandant à Nate de rentrer, ce qu'il accepte de faire, mais en réalité, il reste et continue de récupérer de l'ADN. Les avatars de Blaze et Roxie s'emparent de Nate et l'emmène dans une usine désaffectée de Scrozzle dans la ville. Grâce à Ben et Betty qui ont perdu leur émetteurs, les rangers savent où se situent l'usine afin de libérer Nate qui tente de son côté de gagner du temps. Vacuutron tente de les empêcher de pénétrer dans l'usine avec difficulté. Nate voit Evox commencer à entrer dans l'armure qu'il a fabriquée, mais s'emparant d'une arme, il tire et détruit la cyber-porte qui fait qu'Evox retourne dans la cyber-dimension. Nate prend possession de l'armure, faisant de lui, un ranger doré mante religieuse et un autre ranger argent, Steel, fait son apparition pour affronter les Tronics et les avatars de Blaze et Roxie qui préfèrent fuir. Pendant ce temps, les rangers bleu, rouge et jaune sont toujours en lutte avec Vaccutron qui prend le dessus jusqu'à l'apparition du ranger doré et du ranger argent qui viennent en renfort.
- Dates de diffusion :
  -  27 avril 2019
  -  11 juin 2019 (avant-première) sur Canal J / 4 septembre 2019 sur Gulli[8]

### Épisode 09:Un frère en fer
- N° de production : 884
- Titre original : Silver Sacrifice (litt. : « Sacrifice d'argent »)
- Résumé : Les ennemis essayent toujours de réparer la porte de la cyber-dimension qui a été détruite par Nate et le ranger argent. Les avatars veulent prendre Steel et échafaudent un plan. Ils captent une conversation ou Ravi, Zoey et Devon, proposent un entrainement à Nate et Steel, qu'ils acceptent. En arrivant devant la salle de gym, les avatars arrivent et les attaquent avec d'autres robots, parvenant à s'emparer de Steel pendant que les rangers sont occupés à se défendre mais ils parviennent à rejoindre tous ensemble la base. Le général Burke demande la désactivation de Steel, mais les rangers et Ben et Betty, ses enfants, s'y opposent aussi. Les rangers ne le désactivent pas et décident de le protéger en l'emmenant en sécurité. Les agents, le général Burke et ses enfants retrouvent la piste des rangers et se lancent à leur poursuite, sauf Ben et Betty se font capturer par les avatars, qui acceptent de les libérer, s'ils leur livrent Steel. Steel se sacrifie et les enfants du général sont libérés. Evox entre dans le robot, mais il s'avère qu'ils sont incompatibles, car il ne s'agit pas que d'une machine, mais il a de l'ADN humain et le robot est libéré au moment où les rangers arrivent. Ils parviennent à neutraliser leurs ennemis et à détruire la porte, le général Burke les félicitent et laisse Steel tranquille.
- Dates de diffusion :
  -  14 septembre 2019
  -  12 juin 2019 (avant-première) sur Canal J / 5 septembre 2019 sur Gulli[9]

### Épisode 10:Peur en sous-sol
- N° de production : 885
- Titre original : Thrills And Drills (litt. : « Sensations fortes et exercices »)
- Résumé : Evox n'est pas content envers les avatars de Blaze et Roxie et Scrozzle lui dit avoir une idée pour les rendre plus fort. Les rangers affrontent leurs adversaires, mais Ravi semble moins fort que d'habitude, une rage de dents le faisant souffrir. Ravi, Nate et Steel parcourent les souterrains de la ville et entendent l'avatar de Roxie dire à Drilltron qu'il doit percer à un emplacement précis, sous une tour de Morphx. Zoey et Devon doivent faire face à un gigadrone qui est sous terre. Ils ne peuvent rien faire et tentent de résister jusqu'à ce que Ravi vienne les aider. Evox demande à Roxie si elle a neutralisé les rangers, mais elle lui avoue que non, même si elle a récupéré des puissances du ranger bleu, ce qui ravi un peu Evox.
- Dates de diffusion :
  -  21 septembre 2019
  -  6 septembre 2019 sur Canal J / 6 septembre 2019 sur Gulli[10]

### Épisode 11:Une amitié à l'épreuve
- N° de production : 886
- Titre original : Tools of the Betrayed (litt. : « Les outils de la trahison »)
- Résumé : L'avatar de Blaze attaque Steel et Nate, quand la commandante appelle Devon, Ravi et Zoey qui terminaient leur entrainement, en renfort. Blaze tente de collecter les données des rangers pendant qu'ils se battent avec les tronics, mais Devon casse son ordinateur l'empêchant de créer ses robots. Evox exprime son mécontentement envers Blaze, Roxie, elle, tente de profiter de l'échec de Blaze pour se tenter de remporter son duel avec Blaze. Nate crée des détecteurs de gigadrone que les rangers, Ben et betty installent. Sauf que Tooltron démonte celui de Ben et Betty sans qu'ils ne le sachent. Zoey vexé par une remarque de Devon les laisse et Devon, Ravi, Nate et Steel vont réparer le dernier détecteur avant de se retrouver face à Tooltron et à l'avatar de Roxie. Devon, en voyant faire Tooltron, comprend que Zoey ne lui avait pas menti concernant la destruction du détecteur. Une fois la mission terminée, Devon invite Zoey pour boire un verre et s'excuser de son comportement. Tandis que Nate, Ravi et les deux jumeaux reviennent avec son casque de réalité virtuelle réparé.
- Dates de diffusion :
  -  28 septembre 2019
  -  9 septembre 2019 sur Canal J / 6 septembre 2019 sur Gulli[11]

### Épisode 12:Des apparences trompeuses
- N° de production : 887
- Titre original : Real Steel (litt. : « Du véritable acier »)
- Résumé : L'avatar de Blaze crée Clonetron, dont le but est de prendre l'apparence d'autres humains. Blaze lui demande de devenir un ranger. Clonetron à scanner Nate voulant prendre son apparence. Steel et Nate se disputent sans cesse, mais Nate est jaloux de voir Steel s'amuser avec les autres rangers. Clonetron se change en Nate et doit détruire des ordinateurs des rangers, pendant que le véritable Nate est parti chercher du matériel. Le faux Nate infiltre la base des rangers. Steel en entendant la conversation entre Nate et Zoey, remarque qu'il y a un second Nate dans le complexe et décide de le suivre. Pendant que Steel affronte le faux Nate, une alarme s'enclenche et Clonetron prend l'apparence de Steel avant l'arrivée des rangers. Le vrai Steel parvient à se faire comprendre et pardonner de Nate et ils réparent l'ordinateur que Clonetron a détruit, pendant que les autres rangers le poursuivent.
- Dates de diffusion :
  -  5 octobre 2019
  -  10 septembre 2019 sur Canal J / 9 septembre 2019 sur Gulli[12]

### Épisode 13:À pleins tubas!
- N° de production : 888
- Titre original : Tuba Triumph (litt. : « Le triomphe du tuba »)
- Résumé : Ravi dessine et voir un enfant se faire harceler et jeter son tuba. Il décide d'aller lui parler et l'enfant le reconnait comme professeur de karaté et lui demande son aide, ce qu'il acceptera de faire. L'avatar de Roxie tombe sur le tubas qui est dans la poubelle et le transforme en robot, donnant naissance à Tubatron. Ravi donne un tuba au jeune Joey. Plus tard, les détecteurs détectent un tuba et les rangers se rendent sur place et découvre une fausse alerte, car Joey joue avec son instrument, mais Tubatron débarque et attaque les rangers. Joey entend une discussion et se met devant les rangers pour jouer le même son que Tubatron, ce qui le détruit partiellement avant que les rangers prennent le relais et le terminent.
- Dates de diffusion :
  -  12 octobre 2019
  -  11 septembre 2019 sur Canal J / 9 septembre 2019 sur Gulli[13]

### Épisode 14:Libérez la Furie!
- N° de production : 889
- Titre original : Sound and Fury (litt. : « Son et fureur »)
- Résumé : Zoey aide Nate à rechercher un assistant. Les rangers découvrent Tubatron 2.0 dont les pouvoirs sont plus forts qu'avant après une transformation par Scrozzle, qui arrive à détruire leurs armes mais aussi leurs armures comme Devon en a fait les frais. Une femme, Megan, devient l'assistante de Nate et obtient le poste après avoir fait une vidéo sur laquelle Zoey et Nate étaient ensemble au cinéma. Une fois dans le laboratoire, elle s'oppose en permanence à Nate et ne respecte pas ses consignes, mettant en danger Ben et Betty pour aller se plaindre au commandant et en lui demandant de la mettre responsable du laboratoire à la place de Nate. Nate débarque dans le bureau de la commandante et explique que Megan à tout saboter avant que Zoey avoue l'avoir recommandé, car elle lui faisait du chantage. La commandante décide de la faire renvoyer du complexe. L'armure fury de Devon a mis longtemps avant d'être fonctionnel, mais une fois fait, il parvint à maîtriser Tubatron 2.0. A la fin, Zoey avoue à Nate qu'elle a des sentiments pour lui, et lui, lui avoue que c'est réciproque, mais ils se demandent comment faire, vu que le règlement interdit aux rangers d'être ensemble.
- Dates de diffusion :
  -  26 octobre 2019
  -  12 septembre 2019 sur Canal J / 10 septembre 2019 sur Gulli[14]

### Épisode 15:Le Ranger rouge voit rouge
- N° de production : 890
- Titre original : Seeing Red (litt. : « Voir rouge »)
- Résumé : Devon se transforme en ranger rouge et arrête un criminel, mais il reçoit un appel pour aller aider Ravi, Steel, Nate et Zoey qui affrontent des robots. Roxie transforme une bougie en monstre, donnant naissance à Burnertron. Devon vole des cellules fury, mais ses collègues semblent ne pas apprécier qu'il soit toujours en mode fury, le trouvant bizarre. Evox annonce que s'il continue d'utiliser des cellules fury, Devon finira par le rejoindre. Nate pique un cheveu de Devon et l'informe des risques liés à la cellule, ce dernier s'emporte et part. Les rangers sont appelés pour contrer une attaque, sans Devon. Roxie attire Devon et ce dernier se bat avec Ravi au point de le blesser, sauf que sa cellule se décharge entièrement et Devon ne souhaite pas en utiliser une autre, la détruisant. Il revient à lui et décide de ramener Ravi à la base, tandis que les autres rangers se chargent de Burnertron.
- Dates de diffusion :
  -  2 novembre 2019
  -  13 septembre 2019 sur Canal J / 10 septembre 2019 sur Gulli[15]

### Épisode 16:Le Secret de Ravi
- N° de production : 891
- Titre original : Gorilla Art (litt. : « Art de gorille »)
- Résumé : Ravi profite du départ de Nate du laboratoire pour y entrer sous prétexte de faire réviser son sabre, or il y entre et sort sa panoplie de peintre, afin de faire une peinture de sa petite-amie, Roxie, toujours dans le coma et lui partage son secret, il adore peindre, mais à peur que sa mère ne le comprenne pas. Smash le surprend et Ravi lui efface une partie de la mémoire, sauf qu'à son réveil, son robot a une envie de peindre tout le temps. Les rangers affrontent cette fois, Turbotron. Une fois Turbotron maitrisé, les rangers rentrent à la base et le commandant informe qu'elle souhaite comprendre pourquoi le robot Smash est passionné de peinture. Nate entre dans le programme et dit que Smash est corrompu, Ravi, bien que anxieux, décide d'avouer qu'il est responsable et avoue sa passion pour la peinture. Les rangers sont appelés pour une intrusion dans la tour de morph'X, mais Nate reste dans le laboratoire pour réparer le robot de Ravi.
- Dates de diffusion :
  -  9 novembre 2019
  -  16 septembre 2019 sur Canal J / 11 septembre 2019 sur Gulli[16]

### Épisode 17:Le Poids de la célébrité
- N° de production : 892
- Titre original : Ranger Reveal (litt. : « Le Ranger révélé »)
- Résumé : Devon, Zoey, Nate, Steel et Ravi attendaient une artiste avec d'autres fans, sauf qu'elle ne vint pas et un monstre apparu, créant une vague de panique dans la foule. Le caméraman de la mère de Zoey fait tomber sa caméra qui filme et montre les 5 personnes se transformer en Power Rangers. Une fois le monstre reparti, ils retournent dans le laboratoire pour comprendre comment ce dernier à récupérer leur pouvoir et la mère de Zoey ainsi que le cameraman reprennent la caméra et font tout pour tenter de réparer la carte mémoire. Zoey parle à ses amis de sa mère et évacue une star, Nikki, avant d'avoir un appel, les obligeant à affronter Shockatron. A la fin, Zoey interview Nikki afin qu'elle parle du rôle de star et de la célébrité. Le plan de Zoey fonctionne et Muriel, la mère de Zoey prend l'antenne mais refuse de dévoiler leur identité et affirme que sa carrière en pâtira surement, mais qu'elle veut protéger leur identité, pour leur permettre de continuer de travailler, mais contrairement à ce qu'elle pensait, c'est une réussite, tout le monde est content de son choix.
- Dates de diffusion :
  -  16 novembre 2019
  -  17 septembre 2019 sur Canal J / 11 septembre 2019 sur Gulli[17]

### Épisode 18:Le Pulsateur de mémoire
- N° de production : 893
- Titre original : Rewriting History (litt. : « Réécrire l'histoire »)
- Résumé : La cyber-dimension sempare de la mémoire des habitants de la ville pour leur faire oublier leurs attaques dans le but de leur implanter l'idée que les avatars sont de véritables héros sans se douter de ce qu'il s'est passé. Steel en tant que robot, n'est pas affecté par cet évènement. Steel parvient lors d'une attaque, à convaincre Devon qu'il est un ranger quand celui-ci se déplace avec la vitesse du jaguar. Tous les deux tentent de désactiver l'émetteur qui transforme la mémoire des gens, tandis que les avatars de Roxie et Blaze infiltrent la base sans que Ravi, Nate, Zoey, Betty et Ben ne se doutent de quoi que ce soit. Steel a réussi à casser l'appareil, ce qui fait que tout le monde à récupérer sa mémoire, mais il est gravement endommagé et cesse de fonctionner. Zoey, Ravi et Devon vont affronter un gigadrone pendant que Nate tente de réparer steel et y parvint.
- Dates de diffusion :
  -  23 novembre 2019
  -  18 septembre 2019 sur Canal J / 12 septembre 2019 sur Gulli[18]

### Épisode 19:La tour de Morph-X est en danger
- N° de production : 894
- Titre original : Target Tower (litt. : « Tour ciblée »)
- Résumé : La capsule de Roxie serait endommagée, les rangers veulent tout faire pour anéantir son avatar et la sauver. La commandante leur rappelle qu'ils ont une mission, récupérer les téléporteurs. Devon ne peut pas aider les rangers car il doit assister au meeting de son père, jusqu'à ce qu'ils se fassent attaquer par les tronics. Devon disparaît pour se transformer, mais son père pense qu'il a fui. Ravi va rapporter les téléporteurs aux laboratoires, tandis que les autres affrontent un gigadrone. L'avatar de Roxie a l'idée de se montrer à Ravi pour le détourner de sa mission, celui-ci partira à sa poursuite pour la neutraliser, mais laisse le camion de téléporteurs sans surveillance. Ravi parvient malgré une surchauffe de son costume, à anéantir l'avatar de Roxie qui explose, mais l'avatar de Blaze a récupérer le camion et part avec. En rentrant au laboratoire, il constate que Roxie n'est toujours pas réveillée. En récupérant un des télétransporteur, Devon se fait interpeler par son père qui exprime sa déception envers son fils qui a fui le combat, ignorant qu'il est un des rangers. Une seconde attaque a lieu et ben et betty se font encercler par les tronics alors qu'ils doivent transporter les téléporteurs. À la suite de cela, le père de Devon, prend une pelle et vient à leur aide. L'avatar de Blaze piège le ranger rouge sous les yeux du maire, qui lorsque l'armure disparait, voit son fils qui se fait emmener par Blaze dans la cyberdimension. Les rangers veulent tout mettre en œuvre pour récupérer Devon et au même moment, Roxie se réveille et les informe que le but de Scrozzle est de créer un corps pour Evox d'ou le besoin de Morph-X, permettant à Evox de sortir de la cyberdimension pour détruire le monde.
- Dates de diffusion :
  -  30 novembre 2019
  -  19 septembre 2019 sur Canal J / 12 septembre 2019 sur Gulli[19]

### Épisode 20:La Fin d’Evox
- N° de production : 895
- Titre original : Evox Upgraded (litt. : « Evox mis à niveau »)
- Résumé : Le maire fait la connaissance de l'ensemble des rangers et souhaite apporter son aide contre Evox et pour sauver son fils, Devon. Nate a ouvert la cyber-dimension et Ravi souhaite y aller, mais le maire lui vole la balise et entre lui-même, se sacrifiant. Il retrouve son fils et le détache. Les rangers s'introduisent avec leurs zords dans la cyber-dimension et l'avatar de Blaze demande à Scrozzle d'envoyer une armée de giga-drônes. Pendant l'affrontement, Evox apparait sous sa véritable forme dans son armure et affrontent les rangers, détruisant leurs zords, puis les maitrisent. Devon souhaite détruire la tour de Morph-X de la cyber-dimension mais doit faire face au zord de l'avatar de Blaze qui la protège et détruira son zord ainsi que l'avatar. Nate pendant ce temps, tente de stopper le transfert de Evox sur Terre, ce qu'il parviendra à faire juste à temps. Evox se fait détruire. Ben et Betty rouvre la cyber-porte intimant les rangers et le maire de la passer, le maire refuse de passer, vu que son fils n'est pas là, mais il se fait projeter en arrière, néanmoins Devon et Cruz font leur retour. Le père de Devon lui annonce avoir toujours admirer le ranger rouge, donc qu'il admire son fils et le véritable Blaze se réveille à son tour rejoignant Roxi tandis que le maire fait un discours dans le laboratoire devant le général et la commandante présents aussi, félicitant les rangers et les décorant pour avoir sauvé la ville, ainsi que Ben et Betty sont décorés.
- Dates de diffusion :
  -  7 décembre 2019
  -  20 septembre 2019 sur Canal J / 13 septembre 2019 sur Gulli[20]

### Épisode 21:Des personnages plus vrais que nature(spécial Halloween)
- N° de production : 896
- Titre original : Hypnotic Halloween (litt. : « Halloween hypnotique »)
- Résumé : Pour Halloween, les Rangers sont déguisés et décident de regarder un film à la télévision, mais en lançant le film, ils se retrouvent hypnotisé par Scrozzle, seul Devon y échappe. Les rangers deviennent le personnage dans lequel ils sont déguisés. Devon a compris que pour faire revenir ses amis, il devait leur rappeler des souvenirs, c'est ce qu'il fait avec Ravi qui reprend conscience après s'être prit pour Sherlock Holmes. Devon tente la même chose avec Zoey qui se prend pour un viking, il se déguise donc comme elle, mais elle lui lance une hache qui le touche, mais c'est un jouet. Il parvint à l'attacher et utilise la même technique que sur Ravi, ce qui s'avère être un succès. Ravi de son côté attache Nate et Steel qui se prennent pour le docteur Frankenstein et sa créature. Zoey, Devon et Ravi leur font rappeler des souvenirs leur permettant de reprendre conscience. Une fois l'équipe à nouveau réunie, la commandante les appelle pour leur dire qu'une tour de Morph-X était attaquée par un robotron, Spiketron. Les Rangers partent l'affronter. Lorsqu'ils parviennent à neutraliser les ennemis, ils retournent au laboratoire pour se faire un marathon de films et s'amuser.
- Dates de diffusion :
  -   19 octobre 2019
  -  31 octobre 2019 sur Canal J / 27 octobre 2019 sur Gulli[21]

### Épisode 22:Joyeux Noël, les Beast Bots(spécial Noël)
- N° de production : 897
- Titre original : Scrozzle’s Revenge (litt. : « La vengeance de Scrozzle »)
- Résumé : Les robots des rangers cherchent à faire des gâteaux pour Noël pour faire la fête avec les rangers, mais malheureusement, les rangers sont prit par leur famille. Les robots pendant ce temps se remémorent des évènements ayant eu lieu entre les rangers et leurs parents réciproques. Devon débarque d'un coup, pour demander à Steel de les rejoindre, Scrozzle ayant été découvert en ville. Scrozzle décore un sapin et utilise une sorte d'arme en forme de sapin où il parvint à transférer Nate dans une boule du sapin de Noël. Pendant ce temps-là, Ravi, Zoey et Devon affrontent Infernotron et Steel se retrouve seul avec Scrozzle. Infernotron se fait détruire et Steel appelle les autres rangers pour demander leur aide. Zoey et Devon se font aussi aspirer dans une boule de Noël. Ravi et Steel ramènent le sapin et l'arme sauf que Steel commet une erreur et l'utilise contre Ravi en faisant une décoration. Nate essaye de convaincre Steel d'avoir confiance en lui en lui rappelant des événements qu'ils ont eu ensemble. La commandante les informe qu'un gigadrone attaque et Devon demande à Steel de travailler avec Nate pour les libérer et demande à leurs robots, Cruz, Jax et Smash, d'affronter le robot eux-mêmes et réussissent. A leur retour dans le laboratoire, Steel réussi avec l'aide de Nate toujours coincé, à tous les libérer ensuite. Les robots leur disent qu'ils peuvent aller fêter Noël avec leurs proches, mais Devon les informent qu'en réalité, ils n'avaient rien de prévu et qu'ils allaient passer Noël tous ensemble.
- Dates de diffusion :
  -  14 décembre 2019
  -  25 décembre 2019 sur Canal J / 24 décembre 2019 sur Gulli

## Saison 2
Note : Bien que considérée officiellement comme la saison 2 de Power Rangers : Beast Morphers, cette saison est appelée Power Rangers : Super Beast Morphers sur certaines sources.

### Épisode 01:Théorie du complot
- N° de production : 898
- Titre original : Believe It or Not (litt. : « Croyez-le ou non »)
- Résumé :
- Dates de diffusion :
  -   22 février 2020
  -  1er mai 2020 (avant-première) sur Canal J / 1er juin 2020 (avant-première) sur Gulli[23]

### Épisode 02:Alerte à la pollution
- N° de production : 899
- Titre original : Save Our Shores (litt. : « Sauvez nos rivages »)
- Résumé :
- Dates de diffusion :
  -   29 février 2020
  -  1er mai 2020 (avant-première) sur Canal J / 1er juin 2020 (avant-première) sur Gulli[24]

### Épisode 03:Virtuel ou réel?
- N° de production : 900
- Titre original : Game On! (litt. : « Jouez ! »)
- Résumé :
- Dates de diffusion :
  -   7 mars 2020
  -  1er mai 2020 (avant-première) sur Canal J / 1er juin 2020 (avant-première) sur Gulli[25]

### Épisode 04:L'artiste anonyme
- N° de production : 901
- Titre original : Artist Anonymous (litt. : « Artiste anonyme »)
- Résumé :
- Dates de diffusion :
  -   14 mars 2020
  -  26 août 2020 sur Canal J / 27 août 2020 sur Gulli[26]

### Épisode 05:Cruise est en danger
- N° de production : 902
- Titre original : Cruisin' for a Bruisin (litt. : « Croisière pour un Bruisin »)
- Résumé :
- Dates de diffusion :
  -   28 mars 2020
  -  30 août 2020 sur Canal J / 28 août 2020 sur Gulli[27]

### Épisode 06:La marionnette
- N° de production : 903
- Titre original : The Blame Game (litt. : « Le jeu du blâme »)
- Résumé :
- Dates de diffusion :
  -   4 avril 2020
  -  30 août 2020 sur Canal J / 31 août 2020 sur Gulli[28]

### Épisode 07:Le Zord sort ses griffes
- N° de production : 904
- Titre original : Beast King Rampage (litt. : « Saccage du roi bête »)
- Résumé :
- Dates de diffusion :
  -   11 avril 2020
  -  30 août 2020 sur Canal J / 1er septembre 2020 sur Gulli[29]

### Épisode 08:Combat de poids lourds(spécial Sport)
- N° de production : 905
- Titre original : Boxed in (litt. : « En boîte »)
- Résumé :
- Dates de diffusion :
  -   18 avril 2020
  -  30 août 2020 sur Canal J / 2 septembre 2020 sur Gulli[30]

### Épisode 09:Le secret
- N° de production : 906
- Titre original : Secret Struggle (litt. : « Lutte secrète »)
- Résumé :
- Dates de diffusion :
  -   25 avril 2020
  -  31 août 2020 sur Canal J / 3 septembre 2020 sur Gulli[31]

### Épisode 10:Le piège d'Evox
- N° de production : 907
- Titre original : The Evox Snare (litt. : « La caisse claire Evox »)
- Résumé :
- Dates de diffusion :
  -   19 septembre 2020
  -  31 août 2020 sur Canal J / 4 septembre 2020 sur Gulli[32]

### Épisode 11:Alerte intrusion
- N° de production : 908
- Titre original : Intruder Alert! (litt. : « Alerte intrus ! »)
- Résumé :
- Dates de diffusion :
  -   26 septembre 2020
  -  31 août 2020 sur Canal J / 7 septembre 2020 sur Gulli[33]

### Épisode 12:Le bien commun
- N° de production : 909
- Titre original : The Greater Good (litt. : « Le plus grand bien »)
- Résumé :
- Dates de diffusion :
  -   3 octobre 2020
  -  31 août 2020 sur Canal J / 8 septembre 2020 sur Gulli[34]

### Épisode 13:Qui trouve, garde
- N° de production : 910
- Titre original : Finders Keepers (litt. : « Trouveurs gardiens  »)
- Résumé :
- Crossover avec les Power Rangers : Dino Charge
- Dates de diffusion :
  -   10 octobre 2020
  -  13 septembre 2020 sur Canal J / 9 septembre 2020 sur Gulli[35]

### Épisode 14:Les monstres du passé(spécial Vilain)
- N° de production : 911
- Titre original : Making Bad (litt. : « Faire mauvais »)
- Résumé :
- Crossover avec les Power Rangers : ?
- Dates de diffusion :
  -   17 octobre 2020
  -  13 septembre 2020 sur Canal J / 10 septembre 2020 sur Gulli[36]

### Épisode 15:Une vision prémonitoire
- N° de production : 912
- Titre original : Grid Connection (litt. : « Connexion au réseau »)
- Résumé :
- Crossover avec les Power Rangers : Mighty Morphin, Power Rangers : Dino Tonnerre et Power Rangers : Dino Charge
- Dates de diffusion :
  -   24 octobre 2020
  -  13 septembre 2020 sur Canal J / 11 septembre 2020 sur Gulli[37]

### Épisode 16:Un choix difficile
- N° de production : 913
- Titre original : Golden Opportunity (litt. : « Opportunité en or »)
- Résumé :
- Dates de diffusion :
  -   31 octobre 2020
  -  13 septembre 2020 sur Canal J / 14 septembre 2020 sur Gulli[38]

### Épisode 17:Surchauffe
- N° de production : 914
- Titre original : Goin 'Ape (litt. : « Goin' Ape »)
- Résumé :
- Dates de diffusion :
  -   7 novembre 2020
  -  20 septembre 2020 sur Canal J / 15 septembre 2020 sur Gulli[39]

### Épisode 18:Dans la peau d'un humain
- N° de production : 915
- Titre original : The Silva Switch (litt. : « Le commutateur Silva »)
- Résumé :
- Dates de diffusion :
  -   14 novembre 2020
  -  20 septembre 2020 sur Canal J / 16 septembre 2020 sur Gulli[40]

### Épisode 19:Un fossile très convoité
- N° de production : 916
- Titre original : Fossil Frenzy (litt. : « Frénésie fossile »)
- Résumé :
- Dates de diffusion :
  -   21 novembre 2020
  -  20 septembre 2020 sur Canal J / 17 septembre 2020 sur Gulli[41]

### Épisode 20:Le piège de Blaze
- N° de production : 917
- Titre original : Crunch Time (litt. : « Temps de crise »)
- Résumé :
- Dates de diffusion :
  -   28 novembre 2020
  -  20 septembre 2020 sur Canal J / 18 septembre 2020 sur Gulli[42]

### Épisode 21:Venjix
- N° de production : 918
- Titre original : Source Code (litt. : « Code source »)
- Résumé :
- Dates de diffusion :
  -   5 décembre 2020
  -  27 septembre 2020 sur Canal J / 21 septembre 2020 sur Gulli[43]

### Épisode 22:Le règne d'Evox
- N° de production : 919
- Titre original : Evox Unleashed (litt. : « Evox déchaîné »)
- Résumé :
- Dates de diffusion :
  -   12 décembre 2020
  -  27 septembre 2020 sur Canal J / 22 septembre 2020 sur Gulli[44]